# Vrhovo pri Mirni Peči
Vrhovo pri Mirni Peči je naselje u slovenskoj Općini Mirnoj Peči. Vrhovo pri Mirni Peči se nalazi u pokrajini Dolenjskoj i statističkoj regiji Jugoistočnoj Sloveniji. 

## Stanovništvo
Prema popisu stanovništva iz 2002. godine naselje je imalo 77 stanovnika.